# Каво, Андрес
Андрес (Андрей) Каво (исп. Andrés Cavo; 21 января 1739, Гвадалахара — 1803, Рим) — мексиканский историк, член ордена иезуитов с 1760 г.
После изгнания иезуитов из Мексики в 1767 г. жил в Италии и описал их злоключения в жизнеописании своего друга Хосе Хулиана Парреньо (лат. «De vita Josephi Juliani Parrenni Havanensis»; Рим, 1792). Оставил в рукописи важный труд по истории Мексики с 1521 по 1766 г., изданный Карлосом Мариа де Бустаманте под названием «Три века Мексики под испанским владычеством» (исп. «Los tres siglos de México bajo el gobierno español»; Мехико, 1836—1838, в 4 томах).
История Каво содержит уникальные сведения и начатки мексиканского национального самосознания.

## Память
Его имя увековечено в бронзовой Статуе Минервы в городе Гвадалахаре мексиканского штата Халиско.